# Bogusław Probulski
Bogusław Probulski (ur. 25 grudnia 1953, zm. 29 grudnia 1994 w Tatrach) – polski alpinista i taternik, grotołaz, ratownik górski.

## Życiorys
Od czwartego roku życia mieszkał w Mszanie Dolnej, uczęszczał do Liceum Ogólnokształcącego w Rabce. Po maturze przeniósł się do Zakopanego gdzie zaczął uprawiać wspinaczkę górską. W 1952 roku po złożeniu przyrzeczenia został ratownikiem górskim GOPR. Był też licencjonowanym przewodnikiem tatrzańskim, instruktorem taternictwa, narciarstwa i ratownictwa górskiego.
Bogusław Probulski wspinał się wielokrotnie w Tatrach Polskich, w tym także wytyczał nowe drogi wspinaczkowe. Wykonał przejścia zimowe: najkrótszą drogą, tzw. direttissimą, na Kazalnicę Mięguszowiecką, Kazalnicę Miętusią (1978), oraz w Tatrach Słowackich na Batyżowiecką Czubę, Świstowy Róg oraz na Nawiesistą Turnię (1978).
Wiosną 1981 podczas polskiej wyprawy w Himalajach Probulski z Maciejem Berbeką zdobył Annapurnę (Annapurna I, wierzchołek środkowy, wysokość 8051 m). Wyprawę organizował Klub Wysokogórski z Zakopanego, wejście na szczyt Annapurnę wytyczono nową drogą przebiegającą przez południową ścianę góry.
W Alpach pokonał ścianę Les Courtes w masywie Mont Blanc (1976), zdobył Czatyn-tau w łańcuchu górskim Kaukazu, w Pamirach wszedł na Szczyt Korżeniewskiej, w Andach w Peru zdobył Nevado Ninashanca (1982), wytyczył nową drogę wspinaczkową na szczyt Nevado Yerupaja oraz na Jirishanca.
Zimą 1983/84 Probulski był członkiem polskiej wyprawy na Manaslu (8156 m). Wejścia na szczyt 12 stycznia 1984 dokonali Maciej Berbeka i Ryszard Gajewski, było to pierwsze zimowe wejście na szczyt, ponadto było to pierwsze zimowe wejście bez użycia tlenu oraz bez pomocy szerpów, w bardzo trudnych warunkach, nachylenie terenu sięgało 45-60 stopni, wiatr wiał momentami z prędkością 90 km/h. Członkowie wyprawy w uznaniu za wybitne osiągnięcie sportowe otrzymali Medale za Wybitne Osiągnięcia Sportowe przyznane przez Główny Komitet Kultury Fizycznej. W październiku 1984 w Krakowie w sali Polskiej Akademii Nauk odbyła się sesja naukowa pt. "50 lat polskich wypraw w Andy". W czasie uroczystości wręczono okolicznościowe medale "50 lecia polskich wypraw w Andy" naukowcom oraz oraz alpinistom, wśród wyróżnionych byli: Wiktor Ostrowski, Andrzej Czok, Eugeniusz Chrobak oraz Bogusław Probulski.
Kolejną jego wyprawą w której uczestniczył Probulski była to wyprawa zorganizowana przez Klub Wysokogórski w Gliwicach w najwyższe góry świata, Himalaje. Sukcesem tej wyprawy było zdobycie szczytu ośmiotysięcznika Kanczendzonga 11 stycznia 1986 (8586 m n.p.m.) przez Jerzego Kukuczkę i Krzysztofa Wielickiego (pierwsze zimowe wejście).

29 grudnia 1994 Bogusław Probulski podczas wspinaczki północną ścianą Giewontu odpadł od ściany, spadł w dół. Na skutek urazów i obrażeń wewnętrznych po upadku z dużej wysokości zmarł.

Pochowany został na Cmentarzu Komunalnym w Krynicy-Zdroju przy ulicy Kraszewskiego.
Bogusław Probulski od 1952 był czynnym ratownikiem GOPR oraz od 1978 ratownikiem TOPR, uczestniczył w ponad stu akcjach ratowniczych. Jako ratownik brał udział w ponad 200 wyprawach ratunkowych i przetransportował ok. 200 poszkodowanych osób.

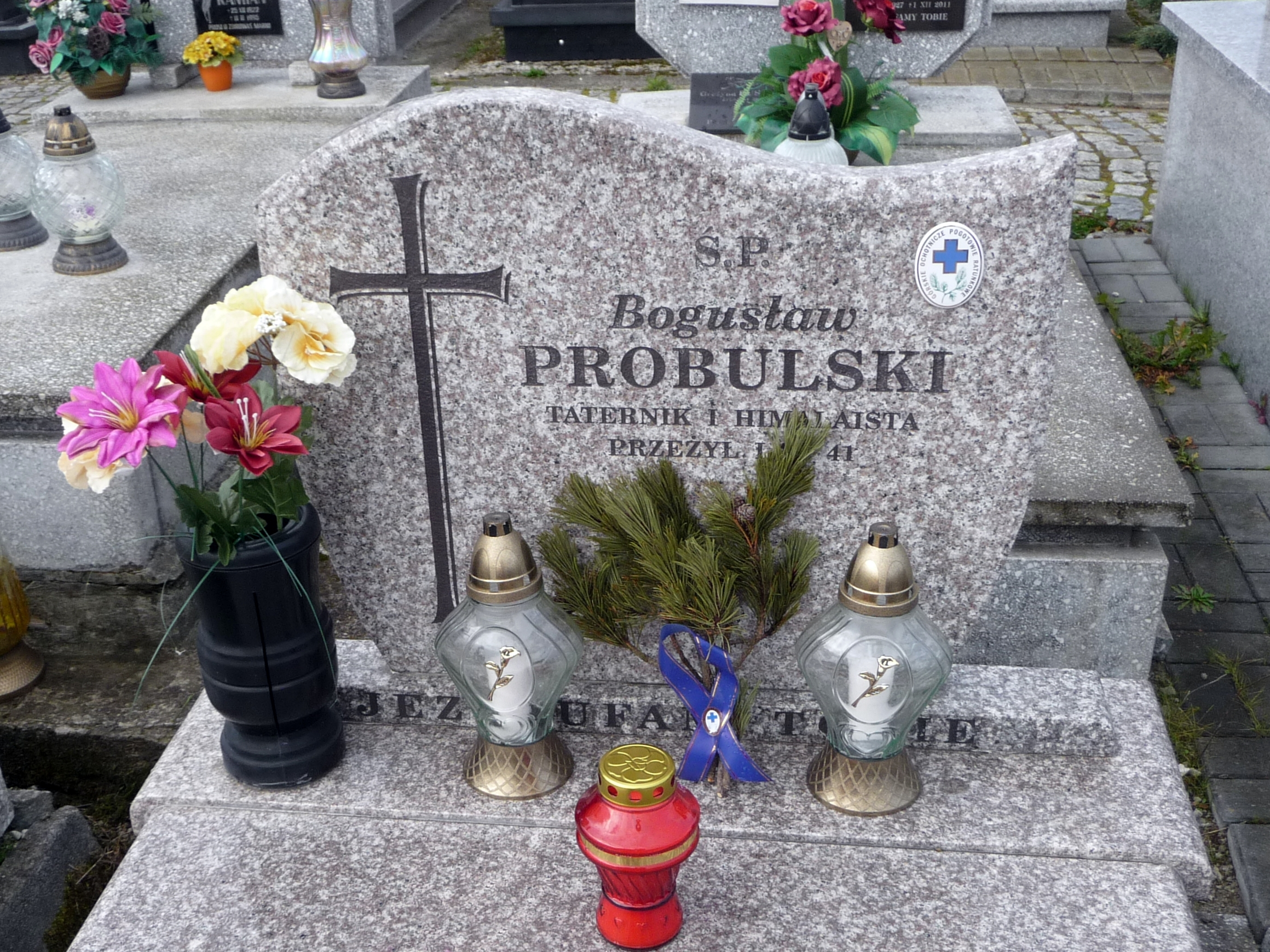
Grób Bogusława Probulskiego w Krynicy-Zdroju

## Upamiętnienie
- Od 2005 odbywają się zawody sportowe boulderingu, są to zawody pod nazwą "Zako Boulder Power im. Bogusia Probulskiego"[11].
- Tablica upamiętniająca Bogusława Probulskiego znajduje się na Tatrzańskim Cmentarzu Symbolicznym w Tatrach Wysokich